# Thomas Henry Huxley
Thomas Henry Huxley, PRS, angleški biolog, * 4. maj 1825, Ealing, Middlesex, Anglija, † 29. junij 1895, Eastbourne, Sussex.

## Življenje in delo
Huxley, po specializaciji primerjalni anatom, je bil znan predvsem po srditem zagovarjanju Darwinove teorije evolucije, kar mu je prislužilo vzdevek »Darwinov buldog«. Njegova slavna debata z anglikanskim škofom Samuelom Wilberforceom leta 1860 je prinesla ključen obrat v javnem sprejemanju evolucije, Huxleyju pa prepoznavnost. Huxley sam od začetka ni v celoti sprejemal Darwinove teorije, npr. koncepta naravne selekcije, a jo je v javnosti vedno brez zadržkov zagovarjal. Bil je tudi ena ključnih osebnosti pri razvoju naravoslovnega izobraževanja v Združenem kraljestvu.
Bil je večinoma samouk, a je kljub temu postal eden najboljših primerjalnih anatomov druge polovice devetnajstega stoletja. Sprva se je posvečal nevretenčarjem, nato pa se lotil vretenčarjev, še posebej razmerja med človekom in ostalimi človečnjaki. Ena izmed pomembnejših njegovih ugotovitev je bila, da so se ptiči razvili iz ene od skupin dinozavrov, kar je še danes uveljavljeno stališče.
Huxleyjev energičen nastop v obrambo evoluciji, delo na področju šolstva in javno nasprotovanje skrajnejšim verskim stališčem pa so zasenčili njegovo delo na področju anatomije. Za svoj odnos do religije je prvi uporabil izraz »agnostik«, ki ga v tej obliki uporabljamo še danes. 

## Družina
Leta 1855 se je poročil s Henrietto Anne Heathorn in imel z njo pet hčera ter tri sinove, najbolj znan med katerimi je bil Leonard Huxley, ki je postal znan pisatelj, učitelj in urednik. Še bolj slavni so postali nekateri njegovi potomci (vnuki in vnukinje Thomasa Henryja), kot so:
- sir Julian Huxley, evolucijski biolog in humanist, prvi direktor Unesca (1887–1975)
- Aldous Huxley, pisatelj (1894–1963)
- sir Andrew Huxley, fiziolog in biofizik ter nobelovec, drugi iz rodbine, ki je postal predsednik Kraljeve družbe (1917–2012)

## Priznanja
Leta 1883 je bil izvoljen za predsednika Kraljeve družbe iz Londona, to funkcijo je opravljal dve leti.

### Nagrade
Huxley je leta 1852 prejel kraljevo medaljo in leta 1888 Copleyjevo medaljo Kraljeve družbe, leta 1894 pa njeno Darwinovo medaljo.